# 維利希巴赫河

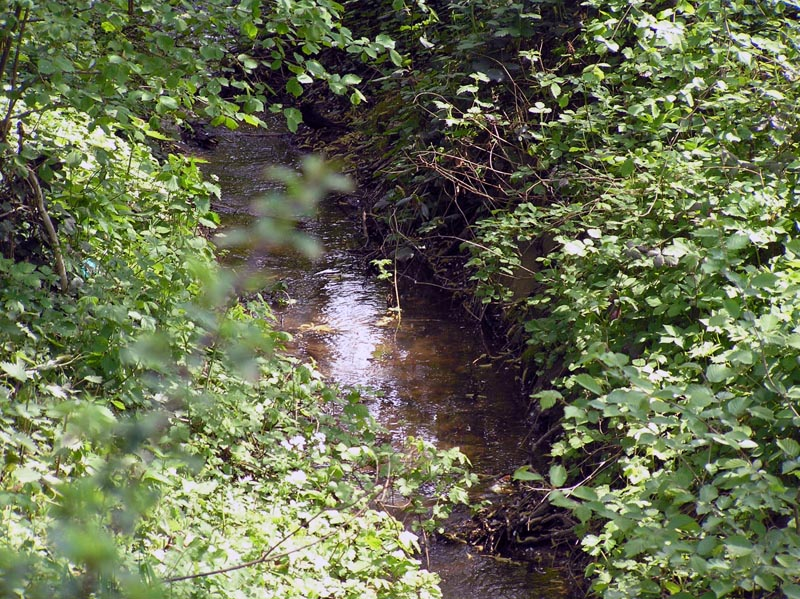

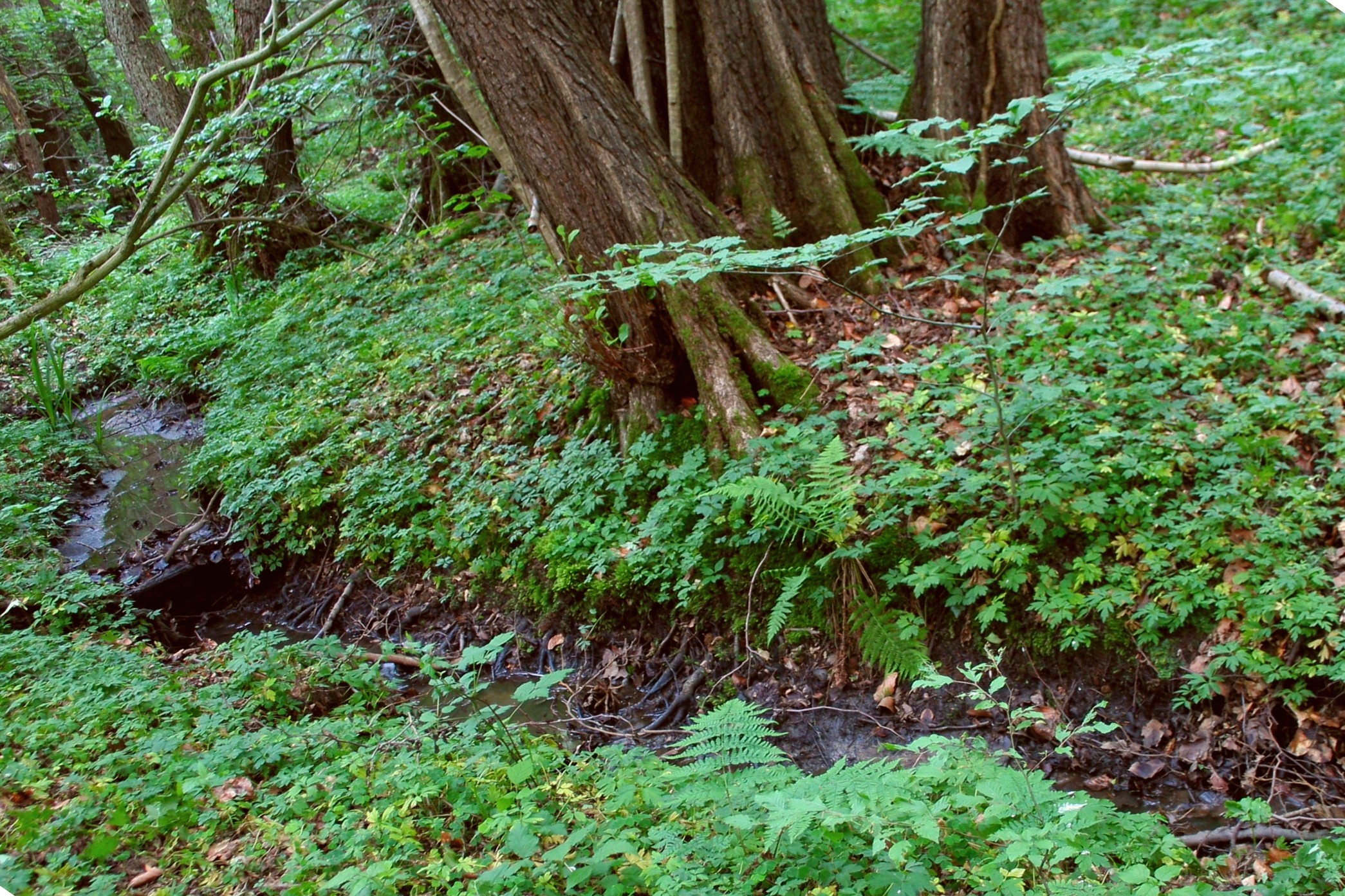

50°45′12″N 7°06′22″E / 50.753435°N 7.106073°E
維利希巴赫河（德語：Vilicher Bach），是德國的河流，位於該國西部，處於北萊茵-威斯特法倫州，屬於萊茵河的右支流，河道全長8.6公里，流域面積9.8平方公里。